# باتريك لويس (لاعب كرة قدم أمريكية)
باتريك لويس (بالإنجليزية: Patrick Lewis)‏ هو لاعب كرة قدم أمريكية أمريكي، ولد في 30 يناير 1991 في Reserve, Louisiana ‏ في الولايات المتحدة.

## وصلات خارجية
- باتريك لويس على موقع مرجع كرة القدم المحترفة.كوم (الإنجليزية)